# لیوبومیر میهایلوویچ
لیوبومیر میهایلوویچ (انگلیسی: Ljubomir Mihajlović؛ زادهٔ ۴ سپتامبر ۱۹۴۳) بازیکن فوتبال اهل یوگسلاوی بود.
از باشگاه‌هایی که در آن بازی کرده‌است می‌توان به باشگاه فوتبال المپیک لیون و باشگاه فوتبال پارتیزان اشاره کرد.
وی همچنین در تیم ملی فوتبال یوگسلاوی بازی کرده‌است.